# 前741年
| 千纪： | 前1千纪 |
| 世纪： | 前9世纪 \| 前8世纪 \| 前7世纪 |
| 年代： | 前770年代 \| 前760年代 \| 前750年代 \| 前740年代 \| 前730年代 \| 前720年代 \| 前710年代 |
| 年份： | 前746年 \| 前745年 \| 前744年 \| 前743年 \| 前742年 \| 前741年 \| 前740年 \| 前739年 \| 前738年 \| 前737年 \| 前736年 |
| 纪年： | 庚子年（鼠年）；周平王三十年；魯惠公二十八年；齊莊公五十四年；晉昭侯五年；曲沃桓叔四年；秦文公二十五年；楚霄敖十七年；宋宣公七年；衛莊公十七年；陳桓公四年；蔡宣公九年；曹桓公十六年；鄭莊公三年；燕鄭侯二十四年；杞武公十年 |

## 逝世
- 楚霄敖，楚國國君。[1]
- 楚太子（名不詳）。